# Lucie Horsch
Lucie Horsch (* 1999 in Amsterdam) ist eine niederländische Blockflötistin.

## Leben
Lucie Horsch ist Tochter zweier Berufsmusiker. Im Alter von fünf Jahren fing sie an, bei Rob Reek Flötenunterricht an der Musikschule Amsterdam zu nehmen. Im Jahr 2011 begann sie ihr Studium am Conservatorium van Amsterdam bei Walter van Hauwe. Des Weiteren studierte sie Klavier, zunächst bei Marjés Benoist und später bei Jan Wijn. 
Sie konzertierte mit Orchestern wie dem Hong Kong Philharmonic Orchestra, der Academy of Ancient Music und beispielsweise bei den Festspielen Mecklenburg-Vorpommern, beim Rheingau Musik Festival und bei den Innsbrucker Festwochen der Alten Musik.
Im Jahr 2014 vertrat sie die Niederlande beim Eurovision Young Musicians.

## Aufnahmen
- „Vivaldi“; Lucie Horsch, Amsterdam Vivaldi Players, Decca Classics, 2016[3]
- „Baroque Journey“; Lucie Horsch, Academy of Ancient Music, Decca, 2019[4]
- „Origins“; Lucie Horsch, Decca, 2022[5]
- „The Frans Brüggen Project“, Lucie Horsch, Orchestra of the Eighteenth Century, Decca, 2024